# Le Drame de l'île de Wight
Le Drame de l'île de Wight (Mystery on Southampton Water ou Crime on the Solent) est un roman policier britannique écrit par Freeman Wills Crofts publié en 1934.

## Résumé
Les dirigeants d'une entreprise de cimenterie décident de recourir à l'espionnage afin de connaître les secrets de fabrication d'une entreprise concurrente. Deux cadres de l'entreprises pénètrent la nuit dans l'usine mais se heurte au gardien de nuit qu'ils rouent de coups et le tuent avant de faire disparaître le corps. L'inspecteur Joseph French mène l'enquête cherchant l'indice qui lui permettra de découvrir les coupables.

## Critique
Michel Lebrun dans le Dictionnaire des littératures policières affirme qu'« il s'agit là d'un grand roman criminel d'une noirceur totale et qui constitue un modèle de construction dramatique : point de vue des criminels ; point de vue de la police ; évolution des criminels ; évolution de la police. L'œuvre est d'une nouveauté telle qui si le lecteur le voulait, il pourrait commencer le livre page 123 et le lire jusqu'à la fin, puis avec un plaisir égal lire le début du roman sans jamais avoir l'impression de redite. C'est du grand art, et cela démontre amplement que face à lui, dès 1934, le roman d'énigme pure était quelque peu sclérosé ».
Michel Amelin estime que ce roman est « un modèle de construction ».

## Éditions
- Éditions de la Nouvelle Revue Critique, coll. « L'Empreinte » no 62 (1935)
- Éditions Slatkine, coll. « Morts subites » (1981)  (ISBN 2-05-100317-3) (post-face de Maurice-Bernard Endrèbe)

## Source
- Claude Mesplède (dir.), Dictionnaire des littératures policières, vol. 1 : A - I, Nantes, Joseph K, coll. « Temps noir », 2007, 1054 p. (ISBN 978-2-910-68644-4, OCLC 315873251) (notices Le Drame de l'île de Wight et Joseph French).